# Доходный дом Нуйчева
Доходный дом А. Ф. Нуйчева — памятник архитектуры в Самаре, Россия. Построен в 1902—1904 гг. по проекту архитектора М. Ф. Квятковского. Здание расположено на Самарской улице, дом 149, на углу с Рабочей улицей. Объект культурного наследия местного значения.

## История
Дом подрядчика Алексея Нуйчева, возведённый на углу Самарской и Почтовой улиц — первая постройка архитектора Михаила Квятковского в Самаре. Первый этаж до 1911 года занимали самарские отделения Крестьянского и Дворянского поземельных банков. Верхние этажи с 1904 году арендовали под гимназию приехавшие из Санкт-Петербурга сёстры Харитоновы (с 1914 года — Самарская городская гимназия), оно так и оставалось учебным: после революции в нём разместилась школа № 25, позднее — Детский школьный комбинат, с 1998 года по настоящее время — Самарский технический лицей.

## Архитектурные особенности
Дом Нуйчева относят к раннему модерну. Он богато украшен всевозможной лепниной, среди которой особенно выделяются повторяющиеся изображения бабочек и слонов. Бабочки венчают окна первого этажа, подобно замковым камням, а головы слонов размещены в проёмах между окнами. Кроме того, в декоре здания есть цветы, маски демонов, вазоны, атланты. Часть элементов была утрачена в 1980-е годы, когда наметили реставрацию дома, некоторые детали были сняты с фасада и позднее утеряны. В 2017-2018 гг. проведена реставрация дома с восстановлением декора.